# Rudtjärnen (Gudmundrå socken, Ångermanland)
Rudtjärnen är en sjö i Kramfors kommun i Ångermanland och ingår i Ångermanälven-Gådeåns kustområde.